# Union for International Cancer Control
Union for International Cancer Control eller UICC (tidligere kaldet International Union Against Cancer) er en ngo, der udelukkende er dedikeret til den globale bekæmpelse af kræft. Organisationen er baseret i Geneve i Schweiz og forener mere end 400 medlemsorganisationer i 120 lande.
Kræftens Bekæmpelse har siden 1962 været fuldt medlem af UICC.